# ایپوینا
ایپوینا (به پرتغالی: Ipuiuna) یک منطقهٔ مسکونی در برزیل است که در میناز ژرایس واقع شده‌است. ایپوینا ۱۰٬۱۱۸ نفر جمعیت دارد.